# Mike Whitmarsh
Michael John "Mike" Whitmarsh (San Diego, 18 de maio de 1962 – Solana Beach, 17 de fevereiro de 2009) foi um jogador de voleibol de praia americano, vice-campeão olímpico em Atlanta 1996 ao lado de Michael Dodd.
Whitmarsh suicidou-se no dia 17 de fevereiro de 2009, deixando a esposa e duas filhas, ao inalar gás carbônico de um carro.